# Zuši
Zuši (japonsky 逗子市) je město v prefektuře Kanagawě v Japonsku. K roku 2019 v něm žilo přes šestapadesát tisíc obyvatel.

## Poloha a doprava
Zuši leží u západního pobřeží poloostrova Miury na břehu zátoky Sagami.
Přes Zuši prochází železniční trať Tokio – Jokosuka a končí zde  železniční trať Jokohama – Zuši.

## Dějiny
Současný status města získalo Zuši k 15. dubnu 1954.

### Rodáci
- Nobuteru Išihara (* 1957), politik